# 浅利演出事務所
浅利演出事務所（あさりえんしゅつじむしょ）は、浅利慶太が設立した演劇事務所である。浅利慶太プロデュース公演の上演を行っている。

## 概要
2014年6月に、浅利慶太が劇団四季株式会社の取締役社長を退任し、2015年3月に「浅利演出事務所」を設立した。2018年7月13日に浅利慶太が死去し、その後野村玲子が二代目代表者として相続した。

## おもな所属人物
- 浅利慶太（2015年 - 2018年、創設者）
- 野村玲子（2015年 - 、二代目代表者兼俳優）
- 坂本里咲（2015年 - 、俳優）上演記録

| 作品名                 | 上演初日          | 上演最終日        | 上演地   | 備考                                                                                                 |
| ---------------------- | ----------------- | ----------------- | -------- | --- |
| オンディーヌ           | 2015年4月19日     | 2015年5月5日      | 自由劇場 | |
| ミュージカル李香蘭     | 2015年8月31日     | 2015年9月12日     | 自由劇場 | |
| ミュージカル李香蘭     | 2015年12月3日     | 2015年12月9日     | 自由劇場 | |
| 思い出を売る男         | 2016年2月24日     | 2016年2月28日     | 自由劇場 | |
| この生命誰のもの       | 2016年6月4日      | 2016年6月11日     | 自由劇場 | |
| ミュージカル李香蘭     | 2016年9月3日      | 2016年9月11日     | 自由劇場 | |
| アンチゴーヌ           | 2016年12月7日     | 2016年12月11日    | 自由劇場 | |
| オンディーヌ           | 2017年3月8日      | 2017年3月12日     | 自由劇場 | |
| 夢から醒めた夢         | 2017年6月9日      | 2017年6月22日     | 自由劇場 | |
| 思い出を売る男         | 2017年9月6日      | 2017年9月10日     | 自由劇場 | 日下武史追悼公演                                                                                     |
| この生命誰のもの       | 2017年12月6日     | 2017年12月10日    | 自由劇場 | |
| ミュージカル李香蘭     | 2018年4月10日     | 2018年4月22日     | 自由劇場 | |
| アンドロマック         | 2018年9月7日      | 2018年9月12日     | 自由劇場 | |
| ユタと不思議な仲間たち | 2019年4月19日     | 2019年5月6日      | 自由劇場 | 浅利慶太追悼公演                                                                                     |
| ミュージカル李香蘭     | 2019年7月27日     | 2019年8月12日     | 自由劇場 | 浅利慶太追悼公演                                                                                     |
| 思い出を売る男         | 2019年12月21日    | 2019年12月28日    | 自由劇場 | 浅利慶太追悼公演                                                                                     |
| 夢から醒めた夢         | 2020年7月26日予定 | 2020年8月16日予定 | 自由劇場 | 新型コロナウイルス感染症対応のため公演延期                                                           |
| 夢から醒めた夢         | 2021年5月21日     | 2021年6月6日      | 自由劇場 | |
| ユタと不思議な仲間たち | 2021年10月22日    | 2021年11月14日    | 自由劇場 | |
| ミュージカル李香蘭     | 2022年4月23日     | 2022年5月2日      | 自由劇場 | 5月8日に千秋楽予定だったが、新型コロナウイルス陽性者が確認されたことにより5月2日が最終公演となった。 |
| オンディーヌ           | 2023年4月29日     | 2023年5月6日      | 自由劇場 | |
| 夢から醒めた夢         | 2023年10月30日    | 2023年11月19日    | 自由劇場 | |
| ユタと不思議な仲間たち | 2024年10月31日    | 2024年11月16日    | 自由劇場 | |